# Joseph Wilson Ervin
Joseph Wilson Ervin (* 3. März 1901 in Morganton, North Carolina; † 25. Dezember 1945 in Washington, D.C.) war ein US-amerikanischer Politiker. Zwischen  Januar und Dezember 1945 vertrat er den Bundesstaat North Carolina im US-Repräsentantenhaus.

## Werdegang
Joseph Ervin besuchte die öffentlichen Schulen seiner Heimat und studierte danach bis 1923 an der University of North Carolina in Chapel Hill unter anderem Jura. Nach seiner 1923 erfolgten Zulassung als Rechtsanwalt begann er in Charlotte in diesem Beruf zu arbeiten.
Politisch war Ervin Mitglied der Demokratischen Partei. Bei den Kongresswahlen des Jahres 1944 wurde er im zehnten Wahlbezirk von North Carolina in das US-Repräsentantenhaus in Washington gewählt, wo er am 3. Januar 1945 die Nachfolge von Cameron A. Morrison antrat. Joseph Ervin übte sein Mandat bis zu seinem Tod am 25. Dezember 1945 aus. An diesem Tag beging er wegen starker Schmerzen im Zusammenhang mit einer Erkrankung Suizid. Bei einer Nachwahl wurde sein Bruder, der spätere US-Senator Sam Ervin (1896–1985), zu seinem Nachfolger gewählt. Während Ervins Zeit als Kongressabgeordneter endete der Zweite Weltkrieg.